# Landschaftsschutzgebiet Rosengarten nördlich Eppenhauser Straße

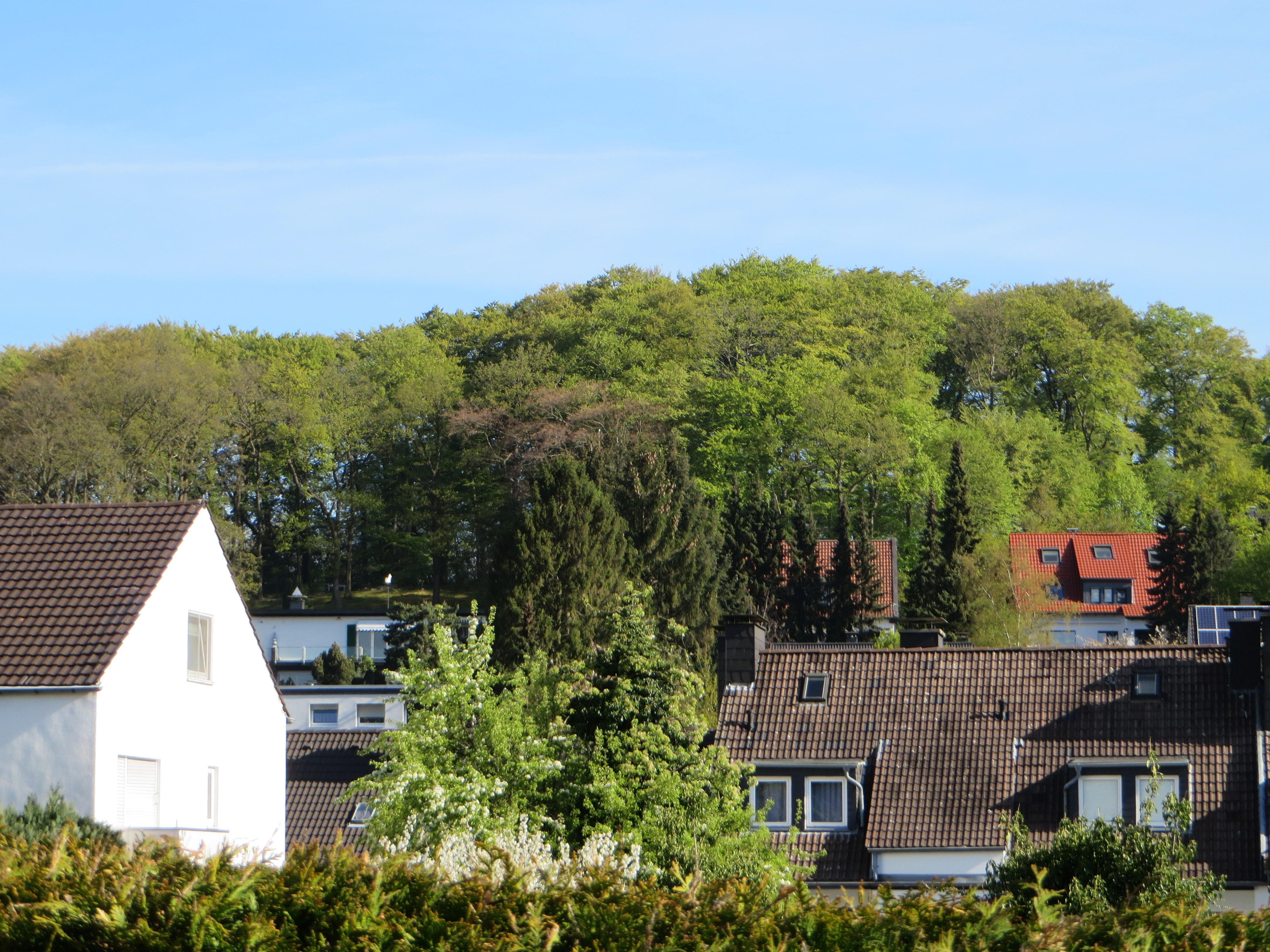
Landschaftsschutzgebiet Rosengarten nördlich Eppenhauser Straße (Wald im Hintergrund)

Das Landschaftsschutzgebiet Rosengarten nördlich Eppenhauser Straße mit einer Flächengröße von 3,08 ha befindet sich auf dem Gebiet der kreisfreien Stadt Hagen, Stadtteil Eppenhausen, in Nordrhein-Westfalen. Das Landschaftsschutzgebiet (LSG) wurde 1994 mit dem Landschaftsplan der Stadt Hagen vom Stadtrat von Hagen ausgewiesen.

## Beschreibung
Das LSG ist von Bebauung umgeben. Nur im Osten grenzt ein Buchenwaldrestbestand auf der markanten Geländekuppe an. Dieser Buchenwald ist als Geschützter Landschaftsbestandteil (LB) ausgewiesen worden. Der Geschützter Landschaftsbestandteil Rosengarten nördlich Eppenhauser Straße wird forstlich nicht genutzt. Im LSG befinden sich Wald, Obstwiesen und Weiden. Die Jugendherberge Hagen liegt direkt am LSG bzw. der Bolzplatz der Jugendherberge gehört sogar zum LSG.

## Schutzzweck
Laut Landschaftsplan erfolgte die Ausweisung „wegen der Vielfalt, Eigenart und Schönheit des Landschaftsbildes, insbesondere wegen der Besonderheit dieser von Siedlungsbereichen umgebenen Obstwiesen und Weiden und wegen seiner besonderen Bedeutung als stadtnaher Erholungsraum für den Stadtteil Eppenhausen“.